# Wagersrott
Wagersrott település Németországban, Schleswig-Holstein tartományban. Lakosainak száma 216 fő (2023. december 31.). Wagersrott Scheggerott és Süderbrarup községekkel határos.

## Népesség
A település népességének változása:
| Lakosok száma | 259  | 231  | 222  | 227  | 231  | 216  |
|               | 1975 | 2017 | 2019 | 2021 | 2022 | 2023 |